# Roskilde Festival 1974
Roskilde Festivalen blev i 1974 afholdt fra den 28. juni til den 30. juni. 

## Musikgrupper
- Alrune Rod (DK)
- Blue Sun feat. Lone Kellermann (DK)
- Buki Yamaz (DK)
- Camel (UK)
- Chilensk Folketrup (CHI)
- Culpeper's Orchard (DK)
- Den Gamle Mand og Havet (DK)
- Dr. Dopo Jam (DK)
- Fessors Big City Band (DK)
- Fujara (DK)
- Gasolin (DK)
- Gnags (DK)
- Haster Show Band (DK)
- High Speed Grass (UK)
- Hot Lips (DK)
- Incredible String Band (UK)
- Andrew John (UK)
- Kansas City Stompers (DK)
- Kardemomme Rock (DK)
- McEwans Export (DK)
- Mermaid (DK)
- Midnight Sun (DK)
- Mo-i-rana (DK)
- New Orleans Workshop (DK)
- Papa Benny (DK)
- Prudence (N)
- Pugh Rogefelt & Rainrock (S)
- Røde Mor (DK)
- Savage Rose (DK)
- Secret Oyster (DK)
- Side Show (US/DK)
- Jørgen Skammeritz & Erik Schøtt (DK)
- Spillemændene (DK)
- Status Quo (UK)
- Swing Jørgens Rytmecirkus (DK)
- Supersister (NL)
- Tassavalla Presidentii (FIN)
- Tyggegummibanden (DK)
- Bill Wallach & Jens (US/DK)
- Østjysk Musikforsyning